# Lewisepeira
Lewisepeira Levi, 1993 è un genere di ragni appartenente alla famiglia Araneidae.

## Etimologia
Il genere si chiama così in onore di C. Bernard Lewis, direttore del Museo delle Scienze di Giamaica; la restante parte deriva dal greco ἑπί, epì, cioè sopra e εῖρειν, èirein, cioè intrecciare.

## Distribuzione
Le quattro specie oggi note di questo genere sono state rinvenute in America centrale e sono tutti endemismi: rispettivamente di Panama, del Messico, della Giamaica e di Porto Rico.

## Tassonomia
A maggio 2011, si compone di quattro specie:
- Lewisepeira boquete Levi, 1993 — Panama
- Lewisepeira chichinautzin Levi, 1993 — Messico
- Lewisepeira farri (Archer, 1958)[2] — Giamaica
- Lewisepeira maricao Levi, 1993 — Puerto Rico

### Sinonimi
- Lewisepeira lewisi (Archer, 1958); quest'esemplare, trasferito da Araneus Clerck, 1757, è stato riconosciuto in sinonimia con Lewisepeira farri (Archer, 1958), da un lavoro dell'aracnologo Levi del 1993[1].